# اچ‌ان‌ال‌ام‌اس تسویدرکروز (ای۸۳۲)
اچ‌ان‌ال‌ام‌اس تسویدرکروز (ای۸۳۲) (به انگلیسی: HNLMS Zuiderkruis (A832)) یک کشتی است که طول آن 170 m می‌باشد. این کشتی در سال ۱۹۷۵ ساخته شد.